# Raúl González Tuñón
Raúl González Tuñón (Buenos Aires, 29 marzo 1905 – Buenos Aires, 14 agosto 1974) è stato un poeta argentino.

## Biografia
Nato nel 1905 a Balvanera, quartiere occidentale di Buenos Aires, Raul González Tuñón era il sesto figlio di una coppia di immigrati spagnoli. Iniziò la propria carriera come giornalista. Scrisse per il quotidiano Crítica, un giornale sensazionalista edito negli anni Trenta al quale collaborarono scrittori come Jorge Luis Borges e Roberto Arlt, e per il Clarín, dedicandosi in tal caso alla critica d'arte ed a cronache di viaggio.
Sposò Amparo Mom e strinse una profonda amicizia con Pablo Neruda e sua moglie Delia del Carril. Nel 1936, allo scoppio della guerra civile spagnola, entrambe le coppie si trasferirono da Madrid a Santiago del Cile, condividendo lo stesso appartamento. 
Raul González Tuñón sostenne il poeta cileno nella fondazione della sezione andina dell'Alleanza degli Intellettuali per la Difesa della Cultura, un'organizzazione antifascista nata dal "Congresso internazionale degli scrittori per la difesa della cultura", tenutosi a Barcellona durante i bombardamenti franchisti. 
Ebbe un'influenza decisiva sulla cultura argentina degli anni '50 e '60 ed è considerato uno dei fondatori di una corrente moderna di poesia urbana. 

## Pensiero e poetica
La sua opera prima fu El cielo más allá de las nubes y el sol más allá del cielo porque detrás de las nubes siempre está el sol, che pubblicò a Buenos Aires solo nel 1945, all'età di 34 anni. A quel tempo collaborò con la rivista Martín Fierro, per la quale scrivevano anche Jorge Luis Borges, Oliverio Girondo, Francisco Luis Bernárdez, Leopoldo Marechal, Macedonio Fernández e Eduardo González Lanuza.
La rivista era solita polemizzare beffardamente con il cosiddetto gruppo di Boedo, i cui membri pubblicavano sull'Editorial Claridad e definivano i propri rivali come il gruppo di Florida. Boedo era, all'epoca, un quartiere proletario della capitale argentina, mentre calle Florida era tra le strade più eleganti e raffinate della città, per cui la contrapposizione assunse un valore politico, più che letterario. 
Raul González Tuñón sentì meno tale contrasto: molti degli scrittori di Boedo furono suoi amici, come nel caso di Álvaro Yunque, Elías Castelnuovo e Nicolás Olivari.
Il prestigioso editore Manuel Gleizer di Buenos Aires ebbe un ruolo fondamentale nella pubblicazione delle sue opere. 
Nel 1928, poco prima di imbarcarsi per l'Europa, pubblicò in patria Miércoles de ceniza. Giunto a Parigi, scrisse La calle del agujero en la media, considerato uno dei suoi testi migliori, mentre nel 1936 pubblicò La rosa blindada, ispirato alla Rivoluzione asturiana del 1934. Quest'opera ebbe notevole rilievo poiché, come avrebbe detto Pablo Neruda, il poeta argentino con quei versi fu "il primo a proteggere la rosa". 
La produzione di Raul González Tuñón, quindi, non ebbe unicamente peso nella formazione dell'avanguardia di inizio secolo, ma influenzò anche i cosiddetti "poeti della Guerra Civile Spagnola", tra i quali Miguel Hernández.
Affiliato al Partito Comunista Argentino, rimase sempre fedele alle sue convinzioni estetiche. Ciò lo portò a discutere più volte all'interno dell'organizzazione con artisti e funzionari. Molte delle controversie evidenziate furono raccolte nei Cuadernos de Cultura, pubblicati dal partito nel 1950. 
La sua strenua difesa di Roberto Arlt, per esempio, si contrappose ai giudizi negativi di leader come Rodolfo Ghioldi, ma non condivideva genericamente molte volgarizzazioni prodotte in nome del "realismo socialista". Questa visione permette di comprendere il suo rapporto con i movimenti avanguardisti della letteratura argentina, Florida e Boedo, rispetto ai quali si poneva a metà strada. Pur non condividendo i canoni artistici imposti da Stalin, era fermamente allineato con la direzione del partito rispetto alla strenua difesa del dittatore sovietico. Questo si riflesse nella sua dura condanna della memoria del rivoluzionario Lev Trockij, dopo il suo assassinio.
Le poesie di Raul González Tuñón - che alludevano a viaggi, quartieri di Parigi e Buenos Aires, città delle Ande o della Patagonia, personaggi circensi, luoghi lontani, marinai, delinquenti o contrabbandieri - denotano l'influenza esercitata da Villón, Rainer Maria Rilke, Evaristo Carriego, José Betinotti e Gabino Ezeiza. 
Fu tuttavia anche uno dei precursori della poesia sociale in Argentina: le sue "poesie civili", riferite ad eventi politici e sociali, influenzarono autori come Julio Huasi, Juan Gelman, Roberto Santoro, Francisco Urondo e la generazione artistica degli anni Sessanta.
Fu un intellettuale impegnato politicamente e in più di un'occasione partecipò a manifestazioni internazionali che riunivano intellettuali e artisti dei cinque continenti per la lotta al fascismo e per l'affermazione del socialismo, di cui abbracciò la causa.

## Opere
- El violín del diablo (Manuel Gleizer Editore, 1926).
- Poema del conventillo (1926).
- Miércoles de ceniza (Manuel Gleizer Editore, 1928).
- La calle del agujero en la media (Manuel Gleizer Editore, 1930).
- El otro lado de la estrella (1934).
- Todos bailan, poemas de Juancito Caminador (1934).
- La rosa blindada (1935).
- Ocho documentos de hoy (1936).
- Las puertas del fuego (1938).
- La muerte en Madrid (1939).
- Canciones del tercer frente (1939).
- Nuevos poemas de Juancito Caminador (1941).
- Himno de pólvora (1943).
- Primer canto argentino (1945).
- Dan tres vueltas y luego se van.
- Hay alguien que está esperando (1952).
- Todos los hombres del mundo son hermanos (1954).
- La cueva caliente (1957).
- La Luna con Gatillo (Cartago, 1957).
- A la sombra de los barrios amados (1957).
- Demanda contra el olvido (1963).
- Poemas para el atril de una pianola (1965).
- La literatura resplandeciente (1967).
- Poemas para el atril de una pianola Crónicas.
- Crónicas del país del nunca jamás (1967).
- La veleta y la antena (1969).
- Selección de Poesía (1926-1948).
- El Rumbo de las islas perdidas (1969).
- Antología poética, (Losada, 1970).
- El Caballo Muerto.
- El banco de la plaza: los melancólicos canales del tiempo (1977).

## Premi e riconoscimenti
- Gran Premio d'Onore della Società Argentina degli Scrittori (SADE), 1972